# Leeland
Leeland is een Amerikaanse christelijke, progressieve rock-band uit Baytown, Texas (VS), opgericht in 2004 door Leeland Mooring. De band is opgebouwd rondom de Amerikaanse singer-songwriter Leeland Mooring, die de hoofdschrijver is van het grootste deel van de muziek van de band. De band bestond anno 2010 uit vier leden, Jack, Leeland en Shelly Mooring en Mike Smith.
De band tracht met zijn muziek het evangelie te verkondigen en mensen te overtuigen van de liefde van God.

## Geschiedenis
Voordat de band in 2004 begon als samenwerkingsproject was Leeland veel bezig met muziek. Vanaf jonge leeftijd was hij lid van het kerkkoor van een kerk in Illinois. Hij nam deel aan verschillende talentenshows. Op zestienjarige leeftijd tekende hij een contract bij EMI. Daarna ging Leeland samen met enkele goede vrienden en zijn broer in een band in de kerk spelen. De band werd Leeland genoemd, vanwege de naar eigen zeggen "coole klank". De band tekende daarop bij het label Essential Records, een label gelieerd aan Sony BMG.
De band kreeg acht Dove Awards voor de eerste twee albums. Deze albums werden tevens beide genomineerd voor een Grammy. Tijdens de verschillende tournees voor de albums werkte de band samen met Third Day, Michael W. Smith en Brandon Heath.
In de zomer van 2012 gaf Leeland vijf optredens in Nederland. De concerten waren in Goes, Leiden, Hilversum, Veendam en Zwolle. Onder de titel 'The Great Awakening Tour' maakte de band een Europese tournee, waaronder ook de Nederlandse concerten vielen. In het voorprogramma stond de Nederlandse band InSalvation.

## Albums
- 2006 - Sound of Melodies
- 2008 - Opposite Way
- 2009 - Love Is on the Move
- 2010 - Majesty: The Worship (ep)
- 2011 - The Great Awakening
- 2014 - Christ Be All Around Me (livealbum)
- 2016 - Invisible

## Bandleden
De band heeft vier leden:
- Leeland Mooring - zang, gitaar
- Jack Mooring - achtergrondzang, keyboard
- Mike Smith - drums
- Shelly Mooring - basgitaar

## Voormalige leden
- Jake Holtz - basgitaar (2004-2011)
- Matt Campbell - gitaar (2007-2009)
- Austin Tirado - gitaar (2006-2007)
- Jeremiah Wood - gitaar (2004-2006)
- Casey Moore - gitaar